# Maskotki mistrzostw Europy w piłce nożnej
Lista oficjalnych maskotek mistrzostw Europy w piłce nożnej. Po raz pierwszy pojawiła się podczas Mistrzostw Europy w Piłce Nożnej 1980 we Włoszech i był nim Pinokio. Na mistrzostwach Europy 2008 w Austrii i w Szwajcarii oraz na mistrzostwach Europy 2012 w Polsce i na Ukrainie były po dwie maskotki. Maskotki głównie są skierowane do dzieci, z pokazami kreskówek i innymi gadżetami, zbiegającymi się z różnymi konkursami.

## Lista maskotek
Dotąd na mistrzostwach Europy w piłce nożnej było 14 maskotek (w 2008 i 2012 były po dwie maskotki):
| Mistrzostwa Europy      | Maskotki        | Opis | Zdjęcie |
| ----------------------- | --------------- | --- | ------- |
| Włochy 1980             | Pinocchio       | Maskotka oparta na postaci stworzonej przez Carlo Collodiiego o tym samym imieniu. Mały, drewniany chłopiec z długim nosem w barwach flagi Włoch oraz z białym kapeluszem z napisem EUROPA 80 |         |
| Francja 1984            | Péno            | Biały kogucik, tradycyjny narodowy symbol Francji, ubrany w barwy reprezentacji Francji, w tym buty i białe rękawiczki |         |
| RFN 1988                | Berni           | Królik belgijski olbrzym w ludzkim ciele w barwach flagi RFN: czarna koszula z napisem UEFA, czerwone spodenki oraz żółte skarpetki i białą opaską na głowie oraz na nadgarstkach. Przedstawiany głównie podczas skakania i kontrolowania piłki. |         |
| Szwecja 1992            | Rabbit          | Królik w barwach reprezentacji Szwecji oraz z żółtą opaską na głowie oraz na nadgarstkach, wzorowany na Bernim – maskotce mistrzostw Europy 1988 w RFN. |         |
| Anglia 1996             | Goaliath        | Lew w barwach reprezentacji Anglii, wzorowany na Willim – maskotce mistrzostw świata 1966 w Anglii. Nosi także buty piłkarskie oraz trzyma piłkę pod prawym ramieniem. |         |
| Belgia/Holandia 2000    | Benelucky       | Lew z ogonem diabła (Czerwone Diabły – pseudonim reprezentacji Belgii) z ludzkimi rękami oraz grzywą w barwach flag Belgii i Holandii. Imię pochodzi Beneluksu – regionu składającego się z trzech sąsiadujących ze sobą monarchii: Belgii, Holandii i Luksemburga, natomiast końcówka „-lucky” życzy reprezentacjom uczestniczącym w turnieju „powodzenia”. Nosi także buty piłkarskie oraz trzyma piłkę pod lewym ramieniem. |         |
| Portugalia 2004         | Kinas           | Chłopiec w barwach reprezentacji Portugalii. Imię pochodzi od „Bandeira das Quinas” – nazwy flagi Portugalii. |         |
| Austria/Szwajcaria 2008 | Trix i Flix     | Postacie stworzone przez Rainbow Productions i Warner Bros. przedstawiają bliźniaków: Trixa w barwach biało-czerwonych oraz Flixa w barwach czerwono-białych, przedstawiające kolory flag Austrii i Szwajcarii. Mają także włosy przypominające Alpy. |         |
| Polska/Ukraina 2012     | Slavek i Slavko | Postacie stworzone przez Rainbow Productions i Warner Bros. przedstawiają bliźniaków: Slavka w barwach reprezentacji Polski oraz Slavko w barwach reprezentacji Ukrainy z numerami na koszulkach (20 i 12), dające rok 2012. Są wzorowane na Trixie i Flixie – maskotek mistrzostw Europy 2008 w Austrii i w Szwajcarii. |         |
| Francja 2016            | Super Victor    | Dziecko w barwach reprezentacji Francji z czerwoną peleryną, nawiązującą do flagi Francji. Inaczej nazywany jest jako Dribblou i Goalix. Peleryna, buty i piłka są uważane za supermoc Victora. |         |
| Europa 2020             | Skillzy         | Postać inspirowana na freestyle footballu, ulicznej piłce nożnej oraz kulturze panna. |         |
| Niemcy 2024             | Albärt          | Po raz pierwszy w historii maskotką EURO został miś. . |         |